# Rio Carpenul (Caşin)
O Rio Carpenul é um rio da Romênia, afluente do Caşin, localizado no distrito de Harghita.